# Synechodes coniophora
Synechodes coniophora är en fjärilsart som beskrevs av Turner 1913. Synechodes coniophora ingår i släktet Synechodes och familjen Brachodidae. Inga underarter finns listade i Catalogue of Life.